# Canal Industrial de Berga
El Canal Industrial de Berga és un canal dels municipis de Cercs i Berga (Berguedà) que forma part de l'Inventari del Patrimoni Arquitectònic de Catalunya en el seu pas pels dos municipis.

## Berga
El canal industrial de Berga té una llargada de 20.02 quilòmetres que recorren a través dels municipis de Berga, Cercs i Guardiola de Berguedà. Es tracta d'un canal de tres metres d'amplada i un i mig de fondària a cel obert, amb divuit salts projectats (tres en rendiment). Tot i que en un 65% discorre a cel obert, va caldre construir una trentena de túnels d'uns tres metres d'altura.
S'adapta a les dificultats del relleu, encara que es va dissenyar intentant escapar dels problemes geològics, els obstacles naturals i les expropiacions forçoses. L'encert en el traçat ha quedat demostrat pel fet que cent anys després el canal encara està en servei.

## Cercs
Dins del terme municipal de Cercs el Canal Industrial de Berga presenta interessants mostres d'enginyeria civil a banda de situar-se bona part del recorregut del mateix dins del terme municipal. Pel que fa a túnels i foradades, dins del terme de Cercs hi ha les del Far, la Cova, Bernat, la Consolació, la Casassa, Sargantana, la Rodonella, el Casó, el Falguerà, el Galló, el Pujolet, el Planes, la Guingueta, el Petit de la Comassa, el Gran de la Comassa, el Gall, el Barranc de Miralles, la Tossa, el Barranc de la Tossa, el Cargol i l'encreuament amb la carretera de Vilada. En total 21 de les 34 foradades totals del recorregut. Destaca entre aquestes la de la Consolació, originàriament de 400 metres però allargat fins a 800 a fi i efecte de poder creuar les instal·lacions mineres de Sant Josep.
Pel que fa a ponts i viaductes, el municipi de Cercs té dues importants mostres d'aquests elements d'enginyeria civil de finals del segle xix. D'una banda l'aqüeducte que salva el desnivell de la riera de Peguera i de l'altra el que salva el Torrent de les Garrigues. El primer està format per set arcs de llum amb volta de mig punt amb una caiguda vertical sobre el centre de la riera d'aproximadament 35 metres. Aquest és un dels elements d'obra més importants de tot el recorregut del canal. Pel que fa a l'aqüeducte del torrent de les Garrigues, té una alçada similar al primer si bé la seva llargada és inferior. El suport del mateix es fonamenta en un sol arc de llum més ampla.
L'amplada del canal varia segons l'indret havent-se pogut circular en determinats llocs i en èpoques concretes amb una petita barca de reparació. En l'actualitat bona part dels punts més conflictius de la seva estructura han estat fets de formigó, assolint una impermeabilitat del mateix força alta.

## Història
Berga, a mitjan segle xix, havia vist decaure la consolidació econòmica, sobre la base de la indústria cotonera i tèxtil, que s'havia adquirit a finals del segle xviii. Per aquest motiu es pensà a fer arribar a Berga l'aigua del Llobregat i poder, així, revitalitzar econòmicament la ciutat. El 1885 el constructor d'obres Marcel·lí Buxadé, gràcies a la intervenció del diputat Manuel Farguell, va aconseguir la concessió per poder fer realitat el seu projecte. El finançament es buscà majoritàriament en les subscripcions populars; molt importants inicialment, però que no aconseguiren reunir el conjunt del capital. Finalment la Diputació de Barcelona i l'Ajuntament de Berga, també varen concedir algunes subvencions.